# Успенская церковь на Малой Охте
Храм Успения Пресвятой Богородицы (также Блокадный храм) — православный храм в Санкт-Петербурге на Малой Охте. Построен в 2001 году в память о погибших во время блокады Ленинграда.

## История
Каменная церковь во имя Святой Равноапостольной Марии Магдалины была построена на Малой Охте в 1778—1781 годах. В 1848—1857 годах её перестроили по проекту архитекторов Карла Маевского и Василия Небольсина. В 1938-м году советские власти закрыли церковь, арестовав её последнего настоятеля протоиерея Иоанна Лескова. Храм обезглавили, устроили в нём кинотеатр, а в 1960-е годы полностью разрушили.
В годы блокады местность вокруг использовалась для массовых захоронений.
В 1996 году в память о героях и жертвах блокады на месте разрушенного началось строительство нового храма по проекту Феликса Романовского и Юрия Груздева. Завершено в 2001 году. Спонсором строительства выступил Валентин Ковалевский, он же является председателем приходского совета (ктитором). Ориентировочная стоимость работ (без внутренней отделки) составила около 1 000 000 долларов США. На восточной наружной стороне у алтаря помещены таблички с именами людей и организаций, оплачивавших строительство.
28 августа 2001 года храм был освящён в честь праздника Успения Богородицы митрополитом Санкт-Петербургским и Ладожским Владимиром.
11 августа 2004 года во время работ по установке мозаичной Державной иконы Божией Матери из-за сильного порыва ветра обрушились леса — пострадали семеро человек, погиб настоятель церкви — Виктор Ерошенко, 42 года. Похоронен на территории церкви.
28 августа 2007 года на территории церкви был открыт памятник детям, погибшим во время теракта в Беслане.
28 августа 2009 года на территории церкви был открыт памятник священномученику митрополиту Петроградскому Вениамину.